# Аланте Каваїте
Аланте Каваїте (фр. Alanté Kavaïté, справжнє прізвище — Каваліаускайте (лит. Kavaliauskaitė); нар. 9 квітня 1973, Вільнюс, Литва) — литовська кінорежисерка.

## Життєпис
Аланте Каваїте (Каваліаускайте) народилася у Вільнюсі, Литва, в родині художників. Як акторка дебютувала в головній ролі у фільмі Раймондаса Баніоніса «Джаз» (1992).
З 1992 року мешкає у Франції. У 1995–1996 роках навчалася в Паризькій вищій художній школі.
Як режисер і сценарист Аланте Каваїте дебютувала в 2006 році у Франції з фільмом «По той бік звуку». У 2015 році поставила фільм «Літо Сангайле» — історію про приховану драму молодої дівчини, яка вчиться переборювати свої страхи та комплекси на шляху до мрії. Стрічка відзначена низкою фестивальних кінонагород та була висунута від Литви на здобуття премії «Оскар» 2016 року за найкращий фільм іноземною мовою.

## Фільмографія
| Рік  | Українська назва | Оригінальна назва     | Примітки           |
| ---- | ---------------- | --------------------- | ------------------ |
| 2007 | По той бік звуку | фр. Écoute le temps   | режисер, сценарист |
| 2015 | Літо Сангайле    | лит. Sangailės vasara | режисер, сценарист |

## Визнання
| Нагороди та номінації Аланте Каваїте      | Нагороди та номінації Аланте Каваїте  | Нагороди та номінації Аланте Каваїте | Нагороди та номінації Аланте Каваїте |
| Рік                                       | Категорія                             | Фільм                                | Результат                            |
| ----------------------------------------- | ------------------------------------- | ------------------------------------ | ------------------------------------ |
| Міжнародний кінофестиваль в Санта-Барбарі |                                       |                                      |                                      |
| 2007                                      | Приз Gold Vision                      | По той бік звуку                     | Перемога                             |
| Кінофестиваль «Санденс»                   |                                       |                                      |                                      |
| 2015                                      | Золотий Ґран-прі журі                 | Літо Сангайле                        | Номінація                            |
| 1900                                      | Найкращий режисер                     | Аланте Каваїте                       | Перемога                             |
| Стокгольмський міжнародний кінофестиваль  |                                       |                                      |                                      |
| 2015                                      | Ґран-прі Золотий кінь                 | Літо Сангайле                        | Номінація                            |
| Афінський міжнародний кінофестиваль       |                                       |                                      |                                      |
| 2015                                      | Приз Золота Афіна за найкращий фільм  | Літо Сангайле                        | Номінація                            |
| 2015                                      | Приз Золота Афіна найкращому режисеру | Аланте Каваїте                       | Перемога                             |
| 2015                                      | Приз міста Афіни найкращому режисеру  | Аланте Каваїте                       | Перемога                             |
| Литовська кінонагорода                    |                                       |                                      |                                      |
| 2015                                      | Срібний журавель найкращому режисеру  | Аланте Каваїте                       | Номінація                            |